# Condado de Xinxiang
Xinxiang  (en chino, 新乡; pinyin, Xīnxiāng) es un condado  bajo la administración directa de la Prefectura Xinxiang en la Provincia de Henan, República Popular China.  Su área es de 393 km² y su población total para 2010 superó los 330 mil habitantes. 

## Administración
Desde marzo de 2018, el  Condado Xinxiang  se divide en 8 pueblos que se administran en 7 poblados y 1 villa.

## Toponimia
El topónimo Xinxiang se compone de los sinogramas Xin (nuevo) y Xiang (villa). 
El nombre provino de "Xinzhong Xiang" (新中乡), una localidad ubicada en el antiguo Condado Ji (汲县). En el año 586 durante la dinastía Sui, se eliminó el carácter "zhōng" (中) del nombre, quedando simplemente como "Xinxiang" (新乡).